# 1992-es labdarúgó-Európa-bajnokság (selejtező – 5. csoport)
Az 1992-es labdarúgó-Európa-bajnokság selejtezőjének 5. csoportjának mérkőzéseit tartalmazó lapja. A csoportban Belgium, Németország, Luxemburg és Wales szerepelt. A csapatok körmérkőzéses, oda-visszavágós rendszerben játszottak egymással.
A csoportelső Németország kijutott az 1992-es labdarúgó-Európa-bajnokságra.

## Tabella
| Hely. | Csapat      | M | Gy | D | V | G+ | G– | Gk  | P  | Továbbjutás                            |     | Németország | Wales | Belgium | Luxemburg |
| ----- | ----------- | - | -- | - | - | -- | -- | --- | -- | -------------------------------------- | --- | ----------- | ----- | ------- | --------- |
| 1.    | Németország | 6 | 5  | 0 | 1 | 13 | 4  | +9  | 10 | Kijutott az 1992-es Európa-bajnokságra |     | —           | 4–1   | 1–0     | 4–0       |
| 2.    | Wales       | 6 | 4  | 1 | 1 | 8  | 6  | +2  | 9  |                                        |     | 1–0         | —     | 3–1     | 1–0       |
| 3.    | Belgium     | 6 | 2  | 1 | 3 | 7  | 6  | +1  | 5  |                                        | 0–1 | 1–1         | —     | 3–0     |           |
| 4.    | Luxemburg   | 6 | 0  | 0 | 6 | 2  | 14 | −12 | 0  |                                        | 2–3 | 0–1         | 0–2   | —       |           |

## Mérkőzések
Az időpontok helyi idő szerint értendők.
| 1990. október 17. 19:30 |

| Wales                            | 3–1               | Belgium      |
| -------------------------------- | ----------------- | ------------ |
| Rush 29' Saunders 86' Hughes 88' | (1–1) Jegyzőkönyv | Versavel 24' |

| Cardiff Arms Park, Cardiff Nézőszám: 14 274 Játékvezető: Kurt Röthlisberger (svájci) |

| 1990. október 31. 20:15 |

| Luxemburg              | 2–3               | Németország                       |
| ---------------------- | ----------------- | --------------------------------- |
| Girres 57' Langers 65' | (0–2) Jegyzőkönyv | Klinsmann 16' Bein 30' Völler 49' |

| Stade Josy Barthel, Luxembourg Nézőszám: 9512 Játékvezető: Kim Milton Nielsen (dán) |

| 1990. november 14. 20:00 |

| Luxemburg | 0–1               | Wales    |
| --------- | ----------------- | -------- |
|           | (0–1) Jegyzőkönyv | Rush 15' |

| Stade Josy Barthel, Luxembourg Nézőszám: 6703 Játékvezető: Jiří Ulrich (csehszlovák) |

| 1991. február 27. 20:00 |

| Belgium                                | 3–0               | Luxemburg |
| -------------------------------------- | ----------------- | --------- |
| Vandenbergh 7' Ceulemans 16' Scifo 35' | (3–0) Jegyzőkönyv |           |

| Constant Vanden Stock Stadium, Anderlecht Nézőszám: 11 105 Játékvezető: Loizos Loizou (ciprusi) |

| 1991. március 27. 20:00 |

| Belgium     | 1–1               | Wales        |
| ----------- | ----------------- | ------------ |
| Degryse 48' | (0–0) Jegyzőkönyv | Saunders 60' |

| Constant Vanden Stock Stadium, Anderlecht Nézőszám: 18 591 Játékvezető: Emilio Soriano Aladrén (spanyol) |

| 1991. május 1. 18:15 |

| Németország | 1–0               | Belgium |
| ----------- | ----------------- | ------- |
| Matthäus 3' | (1–0) Jegyzőkönyv |         |

| Niedersachsenstadion, Hannover Nézőszám: 52 363 Játékvezető: Zoran Petrović (jugoszláv) |

| 1991. június 5. 19:15 |

| Wales    | 1–0               | Németország |
| -------- | ----------------- | ----------- |
| Rush 66' | (0–0) Jegyzőkönyv |             |

| Cardiff Arms Park, Cardiff Nézőszám: 34 603 Játékvezető: Bo Karlsson (svéd) |

| 1991. szeptember 11. 20:00 |

| Luxemburg | 0–2               | Belgium               |
| --------- | ----------------- | --------------------- |
|           | (0–1) Jegyzőkönyv | Scifo 25' Degryse 49' |

| Stade Josy Barthel, Luxembourg Nézőszám: 6872 Játékvezető: Rémi Harrel (francia) |

| 1991. október 16. 20:15 |

| Németország                               | 4–1               | Wales     |
| ----------------------------------------- | ----------------- | --------- |
| Möller 34' Völler 39' Riedle 45' Doll 73' | (3–0) Jegyzőkönyv | Bodin 84' |

| Frankenstadion, Nürnberg Nézőszám: 46 491 Játékvezető: Joël Quiniou (francia) |

| 1991. november 13. 19:30 |

| Wales     | 1–0               | Luxemburg |
| --------- | ----------------- | --------- |
| Bodin 77' | (0–0) Jegyzőkönyv |           |

| Cardiff Arms Park, Cardiff Nézőszám: 19 813 Játékvezető: Puhl Sándor (magyar) |

| 1991. november 20. 20:00 |

| Belgium | 0–1               | Németország |
| ------- | ----------------- | ----------- |
|         | (0–1) Jegyzőkönyv | Völler 16'  |

| Constant Vanden Stock Stadium, Anderlecht Nézőszám: 16 138 Játékvezető: Tullio Lanese (olasz) |

| 1991. december 18. 20:15 |

| Németország                                                | 4–0               | Luxemburg |
| ---------------------------------------------------------- | ----------------- | --------- |
| Matthäus 15' (11-esből) Buchwald 44' Riedle 51' Häßler 62' | (2–0) Jegyzőkönyv |           |

| Ulrich Haberland Stadium, Leverkusen Nézőszám: 20 395 Játékvezető: Zbigniew Przesmycki (lengyel) |